# Сервий Сульпиций Гальба (эдил)
Се́рвий Сульпи́ций Га́льба (лат. Servius Sulpicius Galba; умер в 199 году до н. э.) — римский политический деятель из патрицианского рода Сульпициев, курульный эдил 209 года до н. э.

## Биография
Сервий Сульпиций принадлежал к знатному патрицианскому роду Сульпициев. Его отец носил тот же преномен, а братом был Публий Сульпиций Гальба Максим, двукратный консул (211 и 200 годов до н. э.).
В 209 году до н. э. Гальба занимал должность курульного эдила. В 205 году до н. э. он был в составе посольства, возглавленного Марком Валерием Левином, которое привезло в Рим из Пессинунта воплощение Великой Богини. В 203 году до н. э. Сервий Сульпиций стал членом жреческой коллегии понтификов, заняв место умершего Квинта Фабия Максима, известного впоследствии как Кунктатор. В 199 году до н. э. он умер.
Согласно одной из версий, именно Сервий Сульпиций был отцом претора 187 года до н. э. того же имени; по другой версии, Сервий-младший приходился Сервию-старшему племянником.